# 髯鬚喉盤魚
髯鬚喉盤魚（學名：Gobiesox barbatulus），為輻鰭魚綱喉盤魚目喉盤魚科的其中一種，分布於西大西洋區，從貝里斯至巴西半鹹水域、海域，深度0至1公尺，本魚呈蝌蚪形，頭寬，扁平，具發達的槓鈴狀乳突，上唇中央具乳突，上唇上方吻部無乳突，眼下及前方具發達的槓鈴狀乳突，前鼻孔具一大型流蘇狀鼻翼，上唇寬，前部比兩側寬得多，上頜前部具一深的錐形齒斑，兩側具犬齒或錐形齒，下頜前部具2排圓形尖門齒，側部具一排彎曲的犬齒，體不被鱗，覆有粘液層，腹鰭喉位，與周圍的皮褶特化成一吸盤，吸盤較大，前後具乳突，背鰭鰭條10-12枚、臀鰭鰭條8-9枚，頭部和身體有許多短而暗的條紋，約12條線從眼睛上方、後方和下方輻射開來，背鰭、臀鰭和尾鰭顏色較深，靠近邊緣的顏色更深，外緣顏色較淺，體長可達8公分，屬底棲性魚類，棲息在紅樹林及潮間帶，生活習性不明。